# 遠藤湖舟
遠藤 湖舟（えんどう こしゅう、1954年 - ）は日本の写真家、現代美術家。「湖舟」は本名。
2007年写真集『宇宙からの贈りもの』(講談社刊)出版。2015年高島屋で大規模巡回写真展が開催され、8万人を動員した。この展覧会では「会場、作品ともにカメラ撮影可能、撮影された画像のSNS発信可能」とし、日本において、展覧会鑑賞者の自由度を高める先駆的役割を果たした。また、龍村美術織物とのコラボレーションで、世界で初めて写真を帯に織り上げた（5種）。写真展は900x1800mmを基本ユニットとし、パネル、アクリル板やガラス板へのダイレクトプリント、テキスタイルへのプリント、映像展示、音声などを駆使した空間構成を特徴とする。映像、コピーライト、デザインなど総合的に手掛けている。長野県大町市生まれ、同県松本市育ち。
2017年に開催されたニューヨークでの海外初個展出品作2点が、ロサンゼルス・カウンティ美術館に収蔵（permanent collection）された。

## 来歴
- 1973年 長野県松本深志高等学校卒業
- 1977年 早稲田大学理工学部応用化学科卒業
- 1989年 玉堂作品のレゾネ『歴史を築いた日本の巨匠（II） 川合玉堂 全二巻』（美術年鑑社）で、玉堂作品の大判写真撮影を各地で行い、紀行写真も手掛ける。
- 1990年 有限会社ジオ（現：ジオコーポレーション）設立
- 1991年 日本コロムビアと『CD-ROM電子美術館』を共同開発
- 2006年 写真家として初個展
- 2007年 遠藤湖舟写真集『宇宙からの贈りもの』（講談社）
- 2010年 かがくのとも『ひるまのおつきさま』（福音館書店）
- 2015年 高島屋（日本橋店、京都店、大阪店、横浜店）で巡回個展『天空の美、地上の美。』
- 2017年 奥田元宋･小由女美術館で遠藤湖舟写真展『天空の美、地上の美。』開催。公立美術館での初の個展

　　　　　 NHK『日曜美術館アートシーン』で紹介される
- 2017年 2015～17『薬師寺白鳳大伽藍復興50周年』の映像記録とDVD制作。DVD30分版は薬師寺に正式奉納される（池田建設）
- 2017年 ニューヨークで個展"O-TSUKIMI"開催。海外での初個展
- 2018年 LACMA ロサンゼルス･カウンティ美術館に2作品が収蔵される。

## 個展
- 2006年 『Photomelos 光の旋律Ⅰ』 （アプリコホール 東京）
- 2006年 『Photomelos 光の旋律Ⅱ』 （SKホール 東京）
- 2007年 『Photomelos 光の旋律Ⅲ』 （アプリコホール 東京）
- 2007年 『宇宙の星、地球という星』（新宿野村ビル 東京）
- 2007年 『Photomelos 光の旋律Ⅳ』 （まつもと市民芸術館 松本）
- 2007年 『遠藤湖舟写真展』（八十二銀行ギャラリー 松本）
- 2008年 『Fusion field』（のざわギャラリー 京都）
- 2008年 『宇宙からの贈りもの』オーケストラとのコラボレーション （代々木オリンピックセンターホール 東京）
- 2010年 『宇宙からの贈りもの』オーケストラとのコラボレーション （代々木オリンピックセンターホール 東京）
- 2014年  葉山芸術祭参加企画 遠藤湖舟写真展「『そこにある美』立ち止まり、見つめて」（葉山文化園 神奈川）
- 2015年 『遠藤湖舟写真展 天空の美、地上の美。』（日本橋、京都、大阪、横浜高島屋を巡回）
- 日本橋高島屋 3/25～  4/6　主催：読売新聞社
- 京都高島屋 　  4/8～4/20　主催：京都新聞社
- 大阪高島屋 　  5/8～5/18　主催：毎日新聞社
- 横浜高島屋 　7/29～8/10　主催：読売新聞社
- 2015年 『遠藤湖舟写真展 Victor Hasselbladへのオマージュ』（ハッセルブラッド・ジャパン ギャラリー 東京）
- 2016年  世界的コレクションとのコラボ『世界一美しい昆虫展』（ハウステンボス美術館 佐世保）　主催：ハウステンボス
- 2017年  世界的コレクションとのコラボ『世界一美しい昆虫展』（ハウステンボス美術館 佐世保）　主催：ハウステンボス
- 2017年  遠藤湖舟展『Yu･Ra･Gi』展　1/4～10（玉川高島屋アートサロン 東京）
- 2017年  遠藤湖舟写真展 『天空の美、地上の美。』9/1～11/5 （奥田元宋･小由女美術館 三次）
- 主催：奥田元宋･小由女美術館／中国放送／中国新聞社
- 2017年  KOSHU ENDO SOLO SHOW "O-TSUKIMI" 9/7～9/16 （Onishi Gallery NY）
- 2018年  遠藤湖舟写真展『光輝』3/21～27（玉川高島屋アートサロン 東京）
- 2018年  遠藤湖舟写真展『水明自在』4/27～5/13（有斐斎弘道館 京都）
- 2018年  遠藤湖舟写真展『光と水と - Sol Luna Aqua -』6/16～10/9（Aqua Sports & Spa 東京）
- 2018年  遠藤湖舟写真空間『星河悠久』8/4～8/16（北野天満宮 京都）
- 2018年  KOSHU ENDO SOLO SHOW "Face of the Moon" 9/11～9/22 （Onishi Gallery NY）
- 2019年  遠藤湖舟写真展『彼方から - The Light from Far Away - 』4/3～4/9（玉川高島屋アートサロン 東京）
- 2019年  玉川高島屋開店50周年記念 写真空間by遠藤湖舟『〈たまがわ〉の、美。』10/10～10/14（玉川高島屋）
- インスタレーション『〈たまがわ〉、"ゆらぎ"の美。』（玉川高島屋南館6Fホワイトモール）
- 2020年  遠藤湖舟写真展『〈始まり〉へのアンソロジー -Anthology for The Beginning- 』4/1～4/7（玉川高島屋アートサロン 東京）
- 2021年  遠藤湖舟写真展『日々是美的 - Good Days - 』4/7～4/13（玉川高島屋アートサロン 東京）
- 2021年  世界的コレクションとのコラボ『世界一美しい昆虫展』7/10～9/6（ハウステンボス美術館 佐世保）　主催：ハウステンボス
- 2022年  遠藤湖舟写真展『風姿、戯れ、写ろひて 』4/6～4/12（玉川高島屋アートサロン 東京）
- 2022年  世界的コレクションとのコラボ『世界一美しい昆虫展』12/22～2023/1/9（黎明館 鹿児島) 主催：KTS鹿児島テレビ
- 2023年  遠藤湖舟展『内なる表象 - その先に見えるもの - 』5/3～5/9（玉川高島屋アートサロン 東京）
- 2024年 『宇宙を音楽で彩ろう！』オーケストラとのコラボレーション ／脚本・映像・語り進行（国立オリンピック記念青少年総合センター 大ホール 東京）1/8
- 2024年 遠藤湖舟展『次元の重層 - Multilayer of Dimensions - 』5/1～5/7（玉川高島屋アートサロン 東京）

## 作品収蔵
- 2018年 『Evening Moon』『Rising Sun』（ロサンゼルス･カウンティ美術館 LACMA)
- 2018年 『北辰三光門』（北野天満宮)
- 2017年 『管絃月』（嚴島神社)
- 2017年 『尾関紅』（三次市)
- 2017年 『月のゆらぎ』（グランドプリンスホテル広島)
- 2021年 『ゆらぎ』（松本市医師会）
- 2022年 『ゆらぎ』（フレンド幼稚園）
- その他 個人蔵 多数

## 講演・講義
- 1991年 『CD-ROM電子美術館』（ブリヂストン美術館)
- 2011年 『写真-美へのアプローチ』（国際交流館「国際塾」）
- 2016年 『表現とコミュニケーション』（慶應義塾大学）
- 2017年 『刺激する博物館学』（國學院大学）
- 2017年 『自然に内包されたデザイン』（文化学園大学）
- 2019年 『撮影理論、撮影実習』（長崎国際大学）
- 2019年 『より深い、〈美〉の見つけ方』（コミュニティクラブたまがわ）2019年より月1回　継続中
- 2022年　遠藤湖舟『日本橋土曜美術館』
- 第1回ゲスト 河野元昭･静嘉堂文庫美術館館長 （日本橋Loop 5月7日）
- 2022年　遠藤湖舟『日本橋土曜美術館』
- 第2回ゲスト 小林忠･岡田美術館館長 （日本橋Loop 6月25日）「アメリカのコレクターの日本美術愛！①」
- 2022年　遠藤湖舟『日本橋こども美術館』（日本橋Loop 8月6日）
- 2022年　遠藤湖舟『日本橋土曜美術館』
- 第3回ゲスト 青木康彦･南天子画廊代表（日本橋Loop 10月22日）「日本の現代美術を語ろう！」
- 2022年　遠藤湖舟『日本橋土曜美術館』
- 第4回ゲスト 小林忠･岡田美術館館長 （日本橋Loop 12月3日）「アメリカのコレクターの日本美術愛！➁」
- 2023年　遠藤湖舟『日本橋土曜美術館』
- 第5回ゲスト 小林忠･岡田美術館館長 （日本橋Loop 4月1日）「江戸時代絵画の魅力-光琳と春信-」

## メディア出演
- 2015年 朝日放送『おはよう朝日です』（大阪高島屋での個展紹介と撮影地ロケ）
- 2015年 TOKYO FM『篠原ともえ 東京まちかど☆天文台』（ゲスト出演）
- 2015年 J-WAVE『Atelier nova』（ゲスト出演）
- 2015年 フジテレビ『my Value my Way』（出演／多摩川でカヌー）
- 2018年 KBS京都ラジオ『森谷威夫のお世話になります!!』（ライブ出演）

## 制作
- 2015年【帯】 龍村美術織物とのコラボレーションで錦帯5種制作（「龍村の歴史の中で初めてリアルを織った（四代目龍村平蔵）」）／写真を帯に織ったのは世界初。
- 2017年【映像】『薬師寺白鳳大伽藍復興』(池田建設)　7時間映像記録／30分DVD（薬師寺正式奉納）／8分DVD

## 出版
- 2007年 遠藤湖舟写真集『宇宙からの贈りもの』（講談社）
- 2010年 かがくのとも『ひるまのおつきさま』（福音館書店）
- 2017年 『天空の美、地上の美。』（ジオコーポレーション）
- 2019年 孩子才能发现的科学『白天的月亮』（中信出版集团　中国）

## その他
- 【コピー】　千年を、〈かたち〉に。　（池田建設）
- 【企業ロゴデザイン】　オルバイオ株式会社